# Centris brethesi
Centris brethesi là một loài Hymenoptera trong họ Apidae. Loài này được Schrottky mô tả khoa học năm 1902.